# Il giorno del rapimento
Il giorno del rapimento (유괴의 날?, Yugoe-ui nalLR) è una serie televisiva sudcoreana trasmessa su ENA dal 13 settembre al 25 ottobre 2023, tratta dall'omonimo romanzo di Jung Hae-yeon. In lingua italiana è disponibile su Prime Video.

## Trama
Non riuscendo più a pagare le spese mediche per curare sua figlia, Kim Myung-joon decide di rapire una bambina dalla mente geniale, Choi Ro-hee. Nel farlo, però, la piccola sviene e, quando si risveglia con un'amnesia, Myung-joon le fa credere di essere suo padre mentre si adopera per chiederne il riscatto. Scopre così che Ro-hee è rimasta orfana nel duplice omicidio dei suoi genitori, e l'uomo ne diventa il principale sospettato.

## Personaggi e interpreti
- Kim Myung-joon, interpretato da Yoon Kye-sang
- Park Sang-yoon, interpretato da Park Sung-hoon
- Choi Ro-hee, interpretata da Jeon Yu-na
- Seo Hye-eun, interpretata da Kim Shin-rok

## Riconoscimenti
- APAN Star Award[5]
  - 2023 – Miglior attrice bambina a Jeon Yu-na
- Baeksang Arts Award[6]
  - 2024 – Miglior nuova attrice a Jeon Yu-na